# Zijlbrug (Leiden)
De Zijlbrug is een brug in de van de Nederlandse stad Leiden. De brug verbindt de provinciale weg (N445) van Roelofarendsveen naar Leiden. De opening vond plaats op 30 oktober 1967. De brug heeft vier autorijbanen, vier fietspaden en overspant de Zijl. De brug is voorzien van een brugwachtershuisje met veel glas in de jaren '60 stijl.